# Winthemia pinguis
Winthemia pinguis là một loài ruồi trong họ Tachinidae.